# Cuestión de inconstitucionalidad (España)
La cuestión de inconstitucionalidad en España es un procedimiento regulado por el artículo 163 de la Constitución de 1978. Junto con el recurso de inconstitucionalidad, forma parte del llamado control de la constitucionalidad, regulado en el Título II de la Ley Orgánica 2/1979, de 3 de octubre, del Tribunal Constitucional (LOTC).
Dicho precepto reza lo siguiente:

Cuando un órgano judicial considere, en algún proceso, que una norma con rango de ley, aplicable al caso, de cuya validez dependa el fallo, pueda ser contraria a la Constitución, planteará la cuestión ante el Tribunal Constitucional en los supuestos, en la forma y con los efectos que establezca la ley, que en ningún caso serán suspensivos.
Artículo 163 de la Constitución española

## Inicio
De acuerdo con el apartado 1 del artículo 35 de la LOTC, la cuestión se plantea cuando un juez o tribunal, de oficio o a instancia de parte, considera que una norma con rango de Ley aplicable al caso y de cuya validez dependa el fallo pueda ser contraria a la Constitución. Así, a diferencia del recurso de inconstitucionalidad, la cuestión de inconstitucionalidad es un procedimiento incidental.

## Plazo y requisitos
El apartado 2 del artículo 35 de la LOTC establece, en cuanto al plazo, que el órgano judicial sólo podrá plantear la cuestión una vez concluso el procedimiento y dentro del plazo para dictar sentencia, o la resolución jurisdiccional que procediese.
Respecto a los requisitos, deberá concretar la ley o norma con fuerza de ley cuya constitucionalidad se cuestiona, el precepto constitucional que se supone infringido y especificar o justificar en qué medida la decisión del proceso depende de la validez de la norma en cuestión. 
La LOTC prevé que antes de adoptar mediante auto su decisión definitiva, el órgano judicial oirá a las partes y al Ministerio Fiscal para que en el plazo común e improrrogable de diez días puedan alegar lo que deseen sobre la pertinencia de plantear la cuestión de inconstitucionalidad, o sobre el fondo de ésta; seguidamente y sin más trámite, el juez resolverá en el plazo de tres días. Dicho auto no será susceptible de recurso de ninguna clase. No obstante, la cuestión de inconstitucionalidad podrá ser intentada de nuevo en las sucesivas instancias o grados en tanto no se llegue a sentencia firme.
La interposición del recurso, de conformidad con el artículo 35.3 de la LOTC, originará la suspensión provisional de las actuaciones en el proceso judicial hasta que el Tribunal Constitucional se pronuncie sobre su admisión. Producida ésta el proceso judicial permanecerá suspendido hasta que el Tribunal Constitucional resuelva definitivamente sobre la cuestión.

## Procedimiento
El procedimiento se regula en los artículos 36 y 37 de la LOTC.
```
  Artículo treinta y seis
    El órgano judicial elevará al Tribunal Constitucional la cuestión de inconstitucionalidad junto con testimonio de los autos principales y de las alegaciones previstas en el artículo anterior, si las hubiere.
  Artículo treinta y siete
    Uno. Recibidas en el Tribunal Constitucional las actuaciones, el procedimiento se sustanciará por los trámites del apartado segundo de este artículo. No obstante, podrá el Tribunal rechazar, en trámite de admisión, mediante auto y sin otra audiencia que la del Fiscal General del Estado, la cuestión de inconstitucionalidad cuando faltaren las condiciones procesales o fuere notoriamente infundada la cuestión suscitada. Esta decisión será motivada.
```

```
    Dos. Publicada en el 
Boletín Oficial del Estado
 la admisión a trámite de la cuestión de inconstitucionalidad, quienes sean parte en el procedimiento judicial podrán personarse ante el Tribunal Constitucional dentro de los 15 días siguientes a su publicación, para formular alegaciones, en el plazo de otros 15 días.
```

Tres. El Tribunal Constitucional dará traslado de la cuestión al Congreso de los Diputados y al Senado por conducto de sus Presidentes, al Fiscal General del Estado, al Gobierno, por conducto del Ministerio de Justicia, y, en caso de afectar a una Ley o a otra disposición normativa con fuerza de Ley dictadas por una Comunidad Autónoma, a los órganos legislativo y ejecutivo de la misma, todos los cuales podrán personarse y formular alegaciones sobre la cuestión planteada en el plazo común improrrogable de quince días. Concluido éste, el Tribunal dictará sentencia en el plazo de quince días, salvo que estime necesario, mediante resolución motivada, un plazo más amplio, que no podrá exceder de treinta días.

## Sentencia
La sentencia tendrá el valor de cosa juzgada, vinculará a los poderes públicos y tendrá efectos desde su publicación en el BOE. 
Sus senti 
- Desestimatoria, impide que posteriormente se presenten recursos sobre el mismo precepto, fundado en la misma infracción de idéntico precepto constitucional.(Art. 38 LOTC)
- Estimatoria, la sentencia declara inconstitucional el precepto, declara la nulidad de los preceptos impugnados, así como, en su caso, la de aquellos otros de la misma Ley, disposición o acto con fuerza de Ley a los que deba extenderse por conexión o consecuencia. (Art. 39 LOTC)

## Efectos
Los efectos de la sentencia se recogen en el Capítulo IV del Título II de la LOTC, de epígrafe "De la sentencia en procedimientos de inconstitucionalidad y de sus efectos". En particular, para la cuestión de inconstitucionalidad, el artículo 38.3 establece que

Si se tratare de sentencias recaídas en cuestiones de inconstitucionalidad, el Tribunal Constitucional lo comunicará inmediatamente al órgano judicial competente para la decisión del proceso. Dicho órgano notificará la sentencia constitucional a las partes. El Juez o Tribunal quedará vinculado desde que tuviere conocimiento de la sentencia constitucional y las partes desde el momento en que sean notificadas.
Artículo 38.3 de la Ley Orgánica del Tribunal Constitucional